# Окамі (Грузія)
Окамі (груз. ოკამი) — село в Грузії.
За даними перепису населення 2014 року в селі проживає 522 особи.